# اسلاوکو شوردونیا
اسلاوکو شوردونیا (انگلیسی: Slavko Šurdonja؛ ۱ اکتبر ۱۹۱۲ – ۸ ژانویهٔ ۱۹۴۳) بازیکن فوتبال اهل یوگسلاوی بود.
از باشگاه‌هایی که در آن بازی کرده‌است می‌توان به باشگاه فوتبال گراجانسکی زاگرب و باشگاه فوتبال بئوگراد اشاره کرد.
وی همچنین در تیم ملی فوتبال یوگسلاوی بازی کرده‌است.